# Campionati mondiali di tiro a volo 1981
I campionati mondiali di tiro 1981 furono la diciannovesima edizione dei campionati mondiali di questo sport e si disputarono a San Miguel de Tucumán.

## Risultati

### Uomini

#### Fossa olimpica
| Evento      | Oro                                                                                   | Oro       | Argento                                                             | Argento   | Bronzo                                                       | Bronzo    |
| Evento      | Atleta                                                                                | Risultato | Atleta                                                              | Risultato | Atleta                                                       | Risultato |
| Individuale | Alexandr Asanov                                                                       | 197       | Eli Ellis                                                           | 194       | Eladio Vallduvi                                              | 193       |
| A squadre   | Unione Sovietica Alexandr Asanov Rustam Jambulatov Sergei Okhotsi Alexandr Lavrinenko | 572       | Spagna Esteban Azkue P. Saiz Ricardo Sancho Navarro Eladio Vallduvi | 563       | Gran Bretagna Peter Boden Peter Croft J. Young John Tennison | 562       |

#### Skeet
| Evento      | Oro                                                                    | Oro       | Argento                                                              | Argento   | Bronzo                                                                          | Bronzo    |
| Evento      | Atleta                                                                 | Risultato | Atleta                                                               | Risultato | Atleta                                                                          | Risultato |
| Individuale | Tamaz Imnaishvili                                                      | 198       | Celso Giardini                                                       | 195       | Elie Penot Bruno Rossetti                                                       | 195       |
| A squadre   | Italia Andrea Benelli I. Cianfarani Celso Giardini Luca Scribani Rossi | 575       | Francia Jean-Francois Petitpied Elie Penot Bruno Rossetti S. Tissier | 574       | Unione Sovietica Peeter Piakk Tamaz Imnaishvili S. Zhakhvorostov Tariel Zhgenti | 572       |

### Donne

#### Fossa olimpica
| Evento      | Oro                                         | Oro       | Argento                                                  | Argento   | Bronzo            | Bronzo    |
| Evento      | Atleta                                      | Risultato | Atleta                                                   | Risultato | Atleta            | Risultato |
| Individuale | Susan Nattrass                              | 189       | Mauricette Colavito                                      | 173       | Frances Strodtman | 173       |
| A squadre   | Spagna Maria Garcia Maria Gonzalez M. Munoz | 382       | Stati Uniti Audrey Grosch Glenda Stark Frances Strodtman | 381       |                   |           |

#### Skeet
| Evento      | Oro                                      | Oro       | Argento                                   | Argento   | Bronzo                                      | Bronzo    |
| Evento      | Atleta                                   | Risultato | Atleta                                    | Risultato | Atleta                                      | Risultato |
| Individuale | Wu Lanying                               | 184       | Ila Hill                                  | 183       | Bianca Hansberg                             | 180       |
| A squadre   | Cina Wu Lanying Feng Meimei Shao Weiping | 383       | Stati Uniti E. Brike T. Karkuske Ila Hill | 382       | Francia Jane Blot Martine Delbes D. Lesprit | 363       |

## Medagliere
Nazione ospitante
| Posiz. | Nazione          | Oro | Argento | Bronzo | Totale |
| ------ | ---------------- | --- | ------- | ------ | ------ |
| 1      | Unione Sovietica | 3   | 0       | 1      | 4      |
| 2      | Cina             | 2   | 0       | 0      | 2      |
| 3      | Spagna           | 1   | 1       | 1      | 3      |
| 3      | Italia           | 1   | 1       | 1      | 3      |
| 5      | Canada           | 1   | 0       | 0      | 1      |
| 6      | Stati Uniti      | 0   | 3       | 1      | 4      |
| 7      | Francia          | 0   | 2       | 3      | 5      |
| 8      | Australia        | 0   | 1       | 0      | 1      |
| 9      | Gran Bretagna    | 0   | 0       | 1      | 1      |